# Asycobia
Asycobia is een geslacht van vliesvleugeligen uit de familie Eurytomidae. De wetenschappelijke naam van dit geslacht is voor het eerst geldig gepubliceerd in 1988 door Boucek.

## Soorten
Het geslacht Asycobia is monotypisch en omvat slechts de volgende soort:
- Asycobia punctulata Boucek, 1988